# Puinave
Koordinaten: 4° 0′ 23″ N, 67° 41′ 56″ W
Die Puinave sind eine kleine indigene Ethnie im kolumbianischen Grenzgebiet zu Venezuela.

## Sprache
Ihre Sprache ist das Puinave (ISO 639: PUI), das mit dem Makú verwandt ist.
Die Makú-Sprachen sind nicht zu verwechseln mit der praktisch ausgestorbenen Máku im Norden Brasiliens.
Die Puinave in der Gegend vom Río Mirinda haben ihre angestammte Sprache überwiegend zu Gunsten des Kurripako aufgegeben.
|  | Nadëb |
|  |       |

| Hup | \| \| Jupda \| \| \| \| \| \| Yujup \| \| \| \| |
|     | \| \| Jupda \| \| \| \| \| \| Yujup \| \| \| \| |
|     | Jupda                                           |
|     |                                                 |
|     | Yujup                                           |
|     |                                                 |

|  | Jupda |
|  |       |
|  | Yujup |
|  |       |

| Hup | \| \| Jupda \| \| \| \| \| \| Yujup \| \| \| \| |
|     | \| \| Jupda \| \| \| \| \| \| Yujup \| \| \| \| |
|     | Jupda                                           |
|     |                                                 |
|     | Yujup                                           |
|     |                                                 |

|  | Jupda |
|  |       |
|  | Yujup |
|  |       |

|  | Nadëb |
|  |       |

| Hup | \| \| Jupda \| \| \| \| \| \| Yujup \| \| \| \| |
|     | \| \| Jupda \| \| \| \| \| \| Yujup \| \| \| \| |
|     | Jupda                                           |
|     |                                                 |
|     | Yujup                                           |
|     |                                                 |

|  | Jupda |
|  |       |
|  | Yujup |
|  |       |

| Hup | \| \| Jupda \| \| \| \| \| \| Yujup \| \| \| \| |
|     | \| \| Jupda \| \| \| \| \| \| Yujup \| \| \| \| |
|     | Jupda                                           |
|     |                                                 |
|     | Yujup                                           |
|     |                                                 |

|  | Jupda |
|  |       |
|  | Yujup |
|  |       |

|  | Kakwa |
|  |       |
|  | Nukak |
|  |       |

|  | Puinave |
|  |         |

|  | Hoti |
|  |      |

|  | Kakwa |
|  |       |
|  | Nukak |
|  |       |

|  | Puinave |
|  |         |

|  | Hoti |
|  |      |

|  | Nadëb |
|  |       |

| Hup | \| \| Jupda \| \| \| \| \| \| Yujup \| \| \| \| |
|     | \| \| Jupda \| \| \| \| \| \| Yujup \| \| \| \| |
|     | Jupda                                           |
|     |                                                 |
|     | Yujup                                           |
|     |                                                 |

|  | Jupda |
|  |       |
|  | Yujup |
|  |       |

| Hup | \| \| Jupda \| \| \| \| \| \| Yujup \| \| \| \| |
|     | \| \| Jupda \| \| \| \| \| \| Yujup \| \| \| \| |
|     | Jupda                                           |
|     |                                                 |
|     | Yujup                                           |
|     |                                                 |

|  | Jupda |
|  |       |
|  | Yujup |
|  |       |

|  | Nadëb |
|  |       |

| Hup | \| \| Jupda \| \| \| \| \| \| Yujup \| \| \| \| |
|     | \| \| Jupda \| \| \| \| \| \| Yujup \| \| \| \| |
|     | Jupda                                           |
|     |                                                 |
|     | Yujup                                           |
|     |                                                 |

|  | Jupda |
|  |       |
|  | Yujup |
|  |       |

| Hup | \| \| Jupda \| \| \| \| \| \| Yujup \| \| \| \| |
|     | \| \| Jupda \| \| \| \| \| \| Yujup \| \| \| \| |
|     | Jupda                                           |
|     |                                                 |
|     | Yujup                                           |
|     |                                                 |

|  | Jupda |
|  |       |
|  | Yujup |
|  |       |

|  | Kakwa |
|  |       |
|  | Nukak |
|  |       |

|  | Puinave |
|  |         |

|  | Hoti |
|  |      |

|  | Kakwa |
|  |       |
|  | Nukak |
|  |       |

|  | Puinave |
|  |         |

|  | Hoti |
|  |      |

## Demographie
Es wird angenommen, dass das Volk der Puinave max. 3200 Stammesmitglieder umfasst.

## Siedlungsgebiet

### Geographie
Die Puinave leben im kolumbianischen Grenzgebiet zu Venezuela, am Zusammenfluss von Río Guaviare, Río Inírida und des Orinoco, südlich von San Fernando de Atabapo, benachbart im Norden zu den De’áruwa und Maku und im Süden zu den Wakuénai.
Ihr Siedlungsgebiet befindet sich am Übergang von Wald (Selva amazónica) zur Savanne (Llanos de la Orinoquia).

### Klima
Das Klima ist feucht-heiß, mit einer Jahresdurchschnittstemperatur von 27 °C. Von Mai bis Oktober herrscht Regenzeit mit ca. 15 Regentagen pro Monat, von Januar bis März Trockenzeit mit max. 7 Regentagen pro Monat.

### Politische Zugehörigkeit
Politisch befindet sich ihr Siedlungsgebiet in den kolumbianischen Bundesstaaten Guainía und Vichada und im venezolanischen Bundesstaat Amazonas.

## Geschichte
Die Puinave stammen ursprünglich aus Kolumbien. Wann sie jedoch in die Inírida-Region kamen, bleibt weitgehend im Dunkeln.
Im 16. Jahrhundert zogen sie zum Rio Macuco, weil Jesuiten-Missionare versuchten, sie in Missionsstationen anzusiedeln.
Eine Landkarte aus dem Jahre 1741 belegt, dass sie zu dieser Zeit am Zusammenfluss von Río Inírida, Río Nooquéne und Orinoco, in der Nachbarschaft des Stammes der Caberre, siedelten.
Seit dem frühen 19. Jahrhundert wird ihr Leben von Kautschuk-Sammlern, Siedlern, Viehfarmern und evangelikalen Missionaren beeinflusst, vor allem durch eingeschleppte, tödliche Krankheiten.
Seit etwa 1960 vermischen sich die Puinave zunehmend mit ihren Nachbarvölkern, vor allem mit den Wakuénai.
In der Vergangenheit siedelten sie nur kurze Zeit am selben Platz, wobei sie für kurze Zeit in Dörfern wohnten. Diese nomadische Lebensweise wurde mit dem Kontakt zu den Criollos, Einführung der Lohnarbeit und der sich daraus ergebenden Abhängigkeit aufgegeben, sie wurden sesshaft und wohnen jetzt in Häusern.
Sie leben jetzt überwiegend in Siedlungen im Umkreis von Guasuripana und San Fernando de Atabapo.
Viele in Kolumbien leben auch in Indianerreservaten, wie: Remanzo-Chorro Bocón (490 Ew.), Coayare-El Choco (184 Ew.), Caranacoa-Yuri-Laguna Morocoto (326 Ew.), Almikdon-La Gelba (138 Ew.), Bachaco Buena Vista (186 Ew.), Guaco Bajo y Guaco Alto (265 Ew.) und Cano Bocón Brazo Amanaven (103 Ew.).
Jedes Dorf und sein umliegendes Territorium sind Kollektivbesitz aller Einwohner.
Heutzutage unterscheiden sich die Puinave kaum noch von der ansässigen Mischbevölkerung. Die Männer tragen Hemden und Hosen und die Frauen bunte Baumwollkleider. Sie sprechen gut Spanisch und verwenden meist industriell hergestellte Haushaltsprodukte.
Die Puinave-Bevölkerung ist von eingeschleppten Krankheiten dezimiert worden, und sie haben derzeit eine hohe Tuberkulosequote.
In Venezuela stellen die Indigenas etwa nur noch 2 % der Bevölkerung, neben 60 % Criollos, 20 % Europäern und 8 % Afrikanern.

## Wirtschaft

### Arbeitsteilung
Frauen sammeln, bewirtschaften die Felder, fertigen Textilien. Männer fischen, jagen und beherrschen das soziale System.

### Nahrungsmittelproduktion
Landwirtschaft und Fischfang sind gegenüber Sammeln und der Jagd vorrangig.
Sie benutzen einen Sternenkalender, der die Jahreszeiten, somit die Zeit für Saat und Ernte und die Reproduktivzyklen der Tiere bestimmt.

#### Sammeln
Gesammelt werden Früchte, Nüsse, Samen, Wildgemüse, Kräuter, Wurzeln, Pilze, Eier, Honig.

#### Landwirtschaft
Die Puinave unterscheiden unterschiedliche Böden und nutzen sie entsprechend ihrer Eignung. Grundnahrungsmittel und somit Hauptfeldfrucht ist der Maniok, der zu Casabe und Mañoco verarbeitet wird.
Ihre Landwirtschaft basiert auf einer Art Dreifelderwirtschaft:
- Das erste Feld wird mit Maniok bepflanzt, nachdem eine Waldfläche Ende März vor dem Beginn der Regenzeit gerodet wurde.
- Im zweiten Feld wächst der Maniok heran.
- Das dritte Feld wird abgeerntet, danach je nach Bodenbeschaffenheit entweder verlassen oder z. B. mit Obstbäumen bepflanzt.

#### Fischfang
Fischfang ist für die Puinave wirtschaftlich relevant und gefischt wird das ganze Jahr in dieser flussreichen, fischreichen Landschaft mit unterschiedlichen Techniken.
In der Trockenzeit kommen Angelhaken, Harpunen, sowie Pfeil und Bogen zum Einsatz, in der Regenzeit Reusen (nasas) und Netze (cacures). Das Fischen mit Barbascoextrakt und anderen Pflanzengiften ist ein festliches Ereignis, an dem sich auch die Frauen und Kinder beteiligen.

#### Jagd

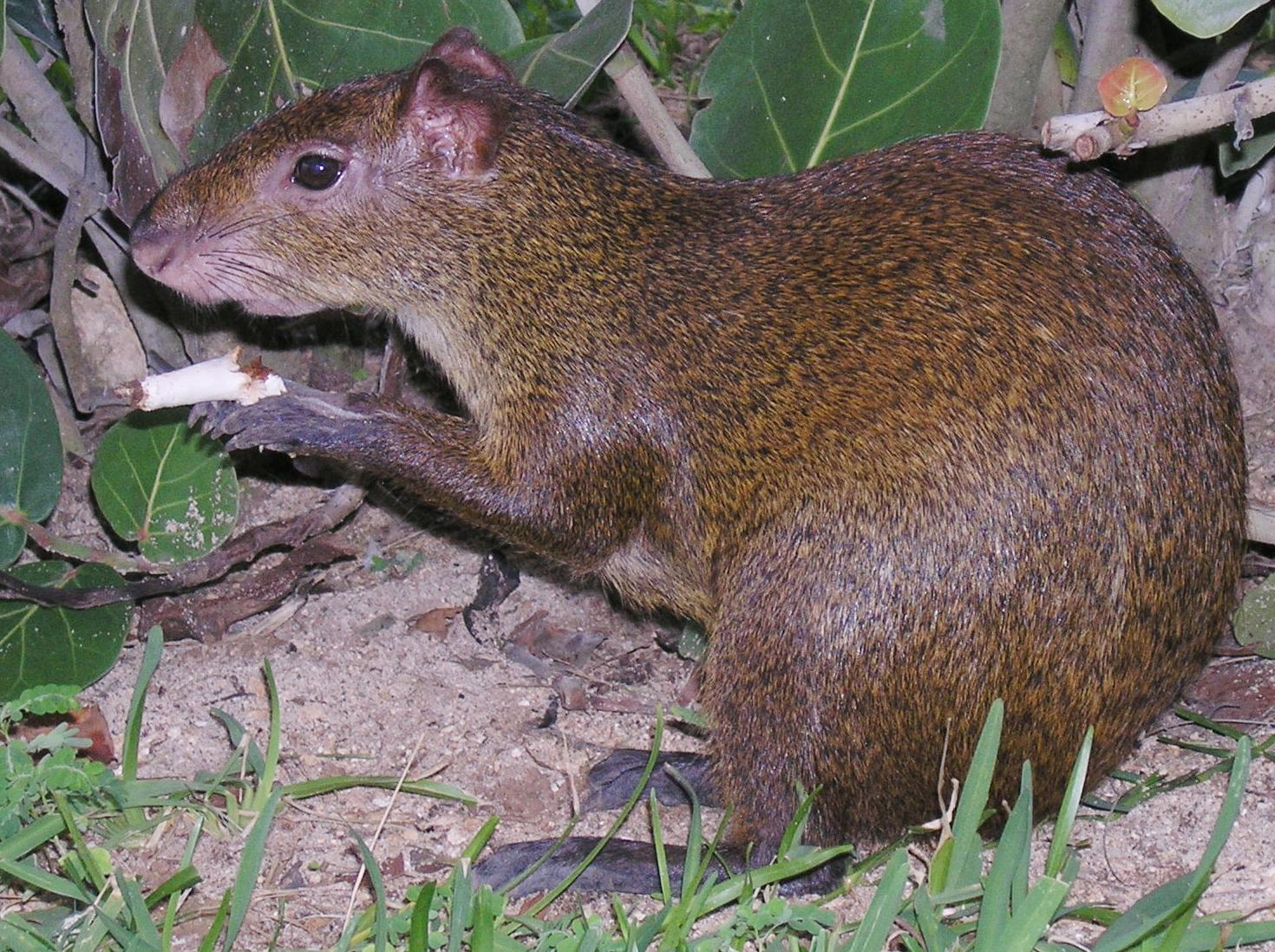
Aguti

Die für den Jagdgebrauch traditionell verwendeten Waffen sind aus Hartholz, wenn aus Stein, dann sind die Klingen eher Fundstücke. Die gebräuchlichste Jagdwaffe ist das Blasrohr, deren Pfeile mit Curare vergiftet werden. Gejagt wird hauptsächlich Kleinwild, wie Vögel, Affen und Gürteltiere. Auch Großwild, wie Pecaris (Banquiro) und Tapire, wird erlegt, wenn auch selten. Pakas und Agutís (Picure) werden auch mittels Fallgruben, Schlingen-, Kasten- oder Schlagfallen erbeutet. Raubtiertrophäen, wie Kaiman- und Jaguarzähne werden zur Herstellung ritueller Gegenstände und Schmuck verwendet.
Heutzutage sind jedoch ausschließlich Schusswaffen in Gebrauch, um Jagderlöse in Form von Fellen und Leder für den Handel zu erzielen, was mittlerweile zu einer ernstzunehmenden Dezimierung des einstmals reichen Wildbestands führt.

#### Haustierhaltung
Haustierhaltung wird vernachlässigt, lebend gefangene Agutis oder Pecaris werden bis zur Schlachtung gefüttert.

### Handwerk und Kunsthandwerk
Traditionelle Werkzeuge, Waffen, Kultgegenstände und sonstige Gebrauchsgüter wurden ausschließlich aus pflanzlichen und tierischen Ausgangsmaterialien gefertigt.
- Metallverarbeitung war nie in Gebrauch, obwohl es im Parima Eisenerz- und auch Goldadern gibt. Selbst die Bearbeitung von Steinwerkzeugen war bei den Puinave kaum vorhanden.
- Textilerzeugung: Hängematten, gefertigt aus Fasern der Moriche-Palme und Cumare-Palme (Astrocaryum aculeatum), mittels einfachen Webstühlen sind die bekanntesten Produkte der Region.
- Keramikherstellung: Alte Keramikteller und deren neuzeitliche, kommerzielle Repliken, mit anthropomorphen Abbildungen bemalt, werden auf dem Indianermarkt in San Fernando de Atabapo angeboten.
- Holzverarbeitung: Dort werden auch geschnitzte Hocker in Tierform verkauft, die vormals Ritualgegenstand ihrer heiligen Leute waren.

Für den Eigenbedarf stellen die Puinave heutzutage keine Textilien, Flechtwaren und Keramik mehr her, sondern kaufen stattdessen Baumwollkleidung und Aluminium- oder Plastikgeschirr bei den Criollos.

### Handel
Traditionell sind Erträge zunächst für den Eigenbedarf bestimmt und Überschüsse aus Jagd und Fischerei werden innerhalb der Gruppe verteilt.
Das Vordringen der Zivilisation hat jedoch auch bei den Puinave zu einem Gesinnungswandel geführt und das westliche Wirtschaftsdenken zersetzt die Solidarität innerhalb der Stammesgruppen.
Lokal gehandelt werden die Maniok-Produkte Casabe und Mañoco, die sich im feucht-heißen Klima besonders gut halten.
Güterlieferungen der Puinave umfassen Fisch, Felle und Tierhäute, Holz, Kautschuk und sonstige vermarktbare Schätze des Waldes. Im Gegenzug erhalten sie von lokalen Händlern Seife, Salz, Konserven, Textilien, Radios, Außenbordmotoren und Benzin, Schusswaffen und Munition.

### Lohnarbeit
Durch ein Kreditsystem der Händler („Zuerst Bezahlung, dann Lieferung“) werden die Indigenas gebunden und immer wieder zur Ausbeutung ihrer Ressourcen verleitet.
Dieses Abhängigkeitssystem hat den traditionellen Handel mit den anderen Stämmen zum Einbruch gebracht und die Lebensabläufe der Indigenas negativ beeinflusst.

### Verkehr
Güter- und Personenverkehr findet fast ausschließlich auf dem ausgedehnten Flusssystem des Orinoco, mittels Einbäumen (bongos), Frachtern und Schiebeverbänden, statt.

## Sozialstrukturen

### Grundbesitz, Eigentum und Wohnen
Ein Stammesterritorium war ehemals im Besitz kleiner patrilateraler Gruppen von fünf oder sechs Familien.
Die heutigen Dörfer und das diese umgebende Territorium sind immer noch Kollektivbesitz und die Familien haben individuelle Rechte am Agrarland, an Sammelgebieten und bei den Fischrechten, doch die Bevölkerung der Dörfer ist heterogen und das Stammesoberhaupt oft ein evangelischer Pfarrer indianischer Herkunft.

### Familienbildung

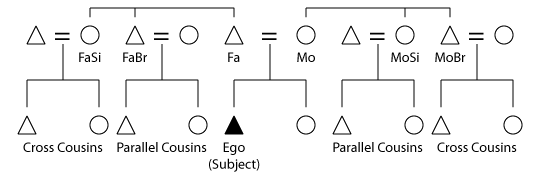
Cousinenheirat

Puinave unterscheiden bei ihren Heiratsregeln zwischen Kreuzcousinen- und Parallelcousinenheirat: Ehen mit Kreuzcousinen sind erwünscht (Tochter von Vaterschwester oder Mutterbruder), aber mit Parallelcousinen verboten (Tochter von Vaterbruder oder Mutterschwester).
Frisch verheiratete Ehepaare leben während des Zeitraums des Brautdienstes bei der Familie der Ehefrau. Danach ziehen beide ins Dorf des Ehemannes (siehe Viri-Lokalität).
Die Puinave vermischen sich zunehmend mit anderssprachigen Gruppen, hauptsächlich mit den Curripaco (Baniwa) und Wakuénai, aber auch mit den Vaupé.

## Glaubensvorstellungen, Religion und Weltsicht
Ihre traditionellen gesellschaftlichen Strukturen und ihr ethnisches Glaubenssystem waren bis 1943 weitgehend intakt. Trotz starker Einwirkung der westlichen Zivilisation ist die Erinnerung an das dynamische Weltkonzept der Ahnen noch lebendig.

### Pantheon der Götter
- Qátari (A’íopo)
- Túpana (Dukjin, Tudon)
- Maunduddua
- Amarrundua
- Yopinai (Maunduddua)
- Der Affe

### Schöpfungsmythos
Ihr Siedlungsgebiet ist für die Puinave das Zentrum der Welt und die Kontinuität von „Werden und Vergehen“ in mehrere Zeitalter eingeteilt.
Am Anfang existierte ein Menschengeschlecht über den Wolken, die heutzutage die Erde bedecken. Sie waren wohlgestaltet, von guter Gesinnung und lebten in Frieden miteinander.
Jedoch ein Affe begann Unfrieden zu stiften und seine Intrigen brachten einen fürchterlichen Krieg, der das ganze Volk auslöschte, bis auf eine Frau.
Diese Frau sammelte die Knochen der Gefallenen und trocknete sie. Aus diesen Knochen entstanden vier Geschwister, die Brüder Qátari (A’íopo) und Túpana (Tudon) und die Schwestern Maunduddua und Amarrundua. Túpana war klein und siechend. Die Frau kräftigte ihn mit Hilfe der Sonnenstrahlen.
Qátari, der Älteste der Brüder, schuf derweil das Universum mit Sonne, Mond und Sternen, er vollendete jedoch die Erde nicht.
Einer der Geschwister wurde ermordet und aus seinen Knochen entstand der Kulturheld Dukjin (Túpana), der Gebirge und Flüsse, Tiere, Vögel, Fische und Früchte des Waldes schuf.
Als Túpana ein Mann war, tötete er die Frau und schuf aus ihrem Fleisch die Zwerge, die unter der Erde lebten. Und wenn es in der Unterwelt Nacht war, schien in der Oberwelt die Sonne.
Die Zwerge aßen Casabe und Mañoca, weil es in den Flüssen noch keine Fische gab, und die Tiere der Unterwelt waren zu groß, um sie zu erlegen.
Túpana schloss die Erschaffung der Welt ab, stieg aus der Himmelswelt herab, gelangte in das Loch im Zentrum der Erde und rief die Zwerge zusammen, indem er seine Trompete blies, die er aus einem Platanillo-Blatt gerollt hatte. Das war nahe der Stromschnellen von Cupipan, des Zentrums der Welt.
Als Túpana sah, dass sie Zwerge waren, blies er sie durch ein Tabakblatt an und machte sie größer. Er baute ihnen Häuser.
Den Männern lehrte er den Gebrauch von Pfeil und Bogen und die Herstellung von Einbäumen und Rudern, Maniokreiben und Manioksieben und die Flechtkunst.
Den Frauen zeigte er, wie aus Pflanzenfasern Dinge entstehen, wie Textilien und Hängematten.
Allen zeigte er, wie man Feuer macht, Nahrung zubereitet, Maniok anpflanzt und verarbeitet, aus Lehm Keramik formt. Dukjin (Túpana) lehrte die Männer zu jagen und zu fischen, sowie die Bildung von Stammesgemeinschaften, die Rituale und die Gesetze, wie die Eheregeln.
Die Männer schätzten Bemühungen Túpanas nicht und heckten einen Plan aus Túpana zu töten.
Daraufhin rief Túpana das Wasser aus dem Loch im Inneren der Erde und eine große Flut vernichtete fast alle der ersten Menschen.
Weiterhin erschuf Túpana die Dämonengöttin Yopinai, die den Frauen die Macht gab, die Männer zu versklaven. Unter der Herrschaft Yopinais waren die Frauen die Meisterinnen der Rituale (→ Schamane); sie tanzten, sangen und brachten Menschenopfer dar. Von diesen Ritualen waren die Männer ausgeschlossen.
Als Yopinai befahl alle Knaben zu töten, lehnten sich auch die Frauen gegen die Dämonin auf.
Daraufhin befahl Yopinai den Frauen deshalb nur Kohle und Erde zu essen, um unfruchtbar zu werden. Als die Männer aus dem Wald, nach der Verbannung zu Zeiten der Rituale der Frauen zurückkamen und ihre Frauen mager und krank vorfanden, töteten sie Yopinai und verbrannten sie. Aus der Asche der Dämonin wuchsen Seje-Palmen, Manaca-Palmen und andere fruchttragende Bäume. Und die Männer übernahmen wieder die Herrschaft der Stämme.
Als Túpana all dies sah, erkannte er, dass Yopinai böse war und die Menschen sie zu Recht getötet und in die Unterwelt verdammt hatten. Er wollte Stabilität in die Welt bringen und ließ deshalb Früchte wachsen, schuf die Regenzeit, Blitz, Donner und Wind.
Der Geist Yopinais kehrte in die Unterwelt zurück und aus ihren Knochen, die in der Asche zurückgeblieben waren, schufen die Menschen die heiligen Blasinstrumente, um deren Besitz in Folge Streit ausbrach. Túpana nahm daraufhin die heiligen Blasinstrumente an sich und versenkte sie im Loch im Zentrum der Welt.
Den Menschen befahl er hölzerne Blasinstrumente zu fertigen, gleich denen der aus den Knochen der Yopinai gefertigten, um ihm zu huldigen und Yopinai in Schach zu halten. Diese hölzernen Blasinstrumente werden heute noch beim Yurupari Fest gespielt, bei dem die Puinave die Verbundenheit mit ihren Vorfahren aus mythischer Zeit zum Ausdruck bringen.
Und solange sie die Flöten (majuari) spielen, kann Yopinai keine Macht mehr über die Puinave gewinnen.

### Animismus
Die Ethnische Religion der Indigenas des Parimas ist animistisch, was bedeutet, dass jedem auch noch so kleinen Teil ein Kosmos innewohnt, der der menschlichen Seele vergleichbar ist. Für sie ist die spirituelle Welt die eigentliche Realität.

#### Transformation und Metamorphose
Die ehrfürchtige Erkenntnis von Erscheinen und Verschwinden als alltäglich Erfahrbarem, sowie das Schattenreich der Geisterwelt ist für sie lebensbestimmend und prägt alle Lebensbereiche. Die Geister sind für den stetigen Wandel in der Welt verantwortlich und deshalb zu respektieren, zu ehren und um guten Einfluss auf Geschehnisse milde zu stimmen.
Die „Verwandlung“ des giftigen Manioks in essbare Produkte spielt in der Glaubensvorstellung dieser Menschen auch eine große Rolle.

### Riten
Die Puinave-Gesellschaft formte eine rituelle Hierarchie mit sozialen und religiösen Riten, zu der u. a. die Initiation der Knaben und Fruchtbarkeitsinitiationen der Mädchen gehören, die von Fasten, sexueller Abstinenz, Halluzinogenen und der Vermittlung der Mythen begleitet wird.

### Das Yurupari Fest
Yurupari ist ein wichtiger Ritus, der das Gleichgewicht zwischen allen Wesen und die Verbindung zu den Ahnen wiederherstellt, bei dem Túpana geehrt und Yopinai gebannt wird. Für das Fest werden übermäßig Speisen und Getränke zubereitet, u. a. Yaraque, ein Getränk aus Cassava und Wasser und Pai, ein Getränk aus fermentierter Cassava und Ñame. Während des Festes werden die hölzernen Kopien der heiligen Blasinstrumente, tieftonige Trompeten (cuhay) und hellstimmige Flöten (majuari), gespielt. Das Fest beinhaltet Initiationsrituale, bei denen Knaben die Welt der Frauen und Kinder verlassen und ihre Pflichten in der Welt der Männer übernehmen. Zu dieser Initiation gehören vorheriges Fasten, sexuelle Enthaltsamkeit, halluzinogene Drogen, Unterrichtung in Mythologie, den Ritualen, sowie der Gebrauch der Heiligen Blasinstrumente. Frauen und Kinder müssen am Morgen des Initiationsrituals nach dem Blasen der Heiligen Trompeten das Dorf verlassen. In dieser Zeremonie werden die Initianden heftig mit Ruten, an die Schnüre von Curagua (Ananas ananasoides) mittels Peraman (Cerillo) geklebt sind, durchgeprügelt. Dadurch sollen die Willenskraft der Knaben, sowie die Fruchtbarkeit der Natur gestärkt werden. Von Sonnenuntergang bis in den frühen Morgen wird getanzt, viel gegessen und getrunken. Es gehört zum Weltkulturerbe der UNESCO.

### Christliche Missionierung
Das Ziel sowohl katholischer als auch evangelikaler Missionare war, alle Aspekte des einheimischen Glaubenssystems auszurotten und einheimische Pfarrer auszubilden.
Bis Mitte des 20. Jahrhunderts waren die Puinave weitgehend missionierungsresistent, stabil in ihrem Geisterglauben und in ihren Sozialstrukturen. Mit ihrer nomadisierenden Lebensweise entzogen sie sich immer wieder westlichen Einflüssen.
Im Jahre 1943 kam die deutschstämmige, evangelikale Missionarin Sofia Müller der New Tribes Mission (Misión Nuevas Tribus) zu den Puinave, um diese zu bekehren. Zuvor war sie schon bei den Kuripako in Kolumbien und bei den Baniwa erfolgreich. Sie brachte die Puinave in ihr traditionelles Territorium zurück, siedelte sie in Dörfern an und ermutigte sie, nicht mehr für die Gummihändler zu arbeiten, die ihre Arbeitskraft ausbeuteten. Später gründete sie eine New Tribes Mission in San Fernando de Atabapo, wo den Puinave-Kindern die fundamentalistische Version des Neuen Testaments der New Tribes Mission in ihrer eigenen Sprache gelehrt wurde. Mit ihren antikatholischen Erlösungspredigten gelang es der Missionarin, die Mehrheit der Indios auf ihre Seite zu ziehen. Für die Puinave war der Evangelikalismus eine Art Widerstand gegen die Vorherrschaft der Criollos.
Die Jugendlichen der Puinave haben heutzutage überwiegend das Wissen ihrer kulturellen und religiösen Traditionen verloren.